# Каликарпа
Каликарпе (Callicarpa) Род броји око 40-160 листопадних и зимзелених врста жбуња и дрвећа. Зимзелене расту у тропским и суптропским, а листопадне у умереним областима Азије, Аустралије, Северне и Средње Америке. Име рода потиче од грчких речи καλλος = добар, и речи καρπος = плод.

## Морфологија
Листови су прости, наспрамни, 5–25 cm дуги, тестерасти, често звездасто длакави. Цветови су ситни, у гроњама бели до ружичасти. Чашица је звонаста, кратка, четворозуба. Круница је при основи левкаста, док је горњи део са четири режња. Прашника има 4 и врло су изражени. Плод је мала бобица пречника 2–5 mm, ружичаста до црвенољубичаста са металик сјајем, са 2-4 семена. Врло су упадљиви по опадању листа, зими. 

## Најпознатије врсте рода[2]
- -{Callicarpa acuminata Kunth
- Callicarpa americana L.
- Callicarpa ampla Schauer
- Callicarpa bodinieri H. Lev.
- Callicarpa bodinieri var. giraldii (Hesse ex Rehder) Rehder
- Callicarpa brevipetiolata Merr.
- Callicarpa cathayana Hung T. Chang
- Callicarpa cumingiana Schauer
- Callicarpa dichotoma (Lour.) K. Koch
- Callicarpa formosana Rolfe
- Callicarpa japonica Thunb.
- Callicarpa japonica var. angustata Rehder
- Callicarpa japonica var. japonica
- Callicarpa japonica var. luxurians Rehder
- Callicarpa kochiana Makino
- Callicarpa longissima (Hemsl.) Merr.
- Callicarpa macrophylla Vahl
- Callicarpa mollis Siebold & Zucc.
- Callicarpa nudiflora Hook. & Arn.
- Callicarpa pedunculata R. Br.
- Callicarpa pentandra Roxb.
- Callicarpa rubella Lindl.
- Callicarpa rubella var. rubella
- Callicarpa rubella var. subglabrata (C. P'ei) Hung T. Chang
- Callicarpa tomentosa (L.) L.
- Callicarpa tosaensis Makino
- Callicarpa vestita Wall. ex C. B. Clarke}-

 - пореклом са југоистока САД. Листопадни жбун висине до 1,8 m. Листови су наспрамни а ситни цветови у цвастима розе боје. Плодови љубичасти. Ова биљка садржи хемијску материју каликарпенал, па се користи као природни репелент за инсекте, а посебно за комарце који преносе маларију и жуту грозницу. Ова материја одбија и крпеље који преносе Лајмску болест. Познат је и варијетет Callicarpa americana var. lаctea са белом бојом плодова.
 - пореклом из Јапана је листопадни жбун. Јавља се на надморској висини од 200 до 900 m, у низијским и брдско планинским пределима. Осим што се користи као декоративна биљка, од њених листова прави се чај. У јапану је зову „мурасакишикибу“ у спомен Мурасаки Шикибу. Callicarpa japonica var. leucocarpa има беле плодове.
Callicarpa dichotoma (Lour.) K. Koch – пореклом из источне и централне Кине и Јапана. Листопадни жбун висине до 2 m, на коме се у јесен формирају розе или љубичасте бобице.

## Биоеколошке карактеристике
Азијске врсте издрже до -10°C, док америчке измрзавају већ на два, три степена испод 0. Мразом оштећени жбунови лако се опорављају и исте године обилно цветају. Захтевају сунчане положаје. Бобице поред декоративности представљају храну за птице и друге животиње у тешком периоду године (зима, суша), али тек пошто се остале резерве плодова исцрпе. Бобице су јаки астрингенти, али су укусни као џем и вино.